# ۳سی ۲۷۹
۳سی ۲۷۹ (انگلیسی: 3C 279) (که با نام‌های 4C-05.55, NRAO 413 و PKS 1253-05 نیز شناخته می‌شود) یک اختروش فعال متغیر نوری (OVV) است. این اختروش در جامعهٔ اخترشناسی به دلیل تغییرات آن در باندهای مرئی، رادیویی و پرتو ایکس جرمی شناخته شده‌است. مشاهده شده که اختروش از سال ۱۹۸۷ تا ۱۹۹۱ یک دوره فعالیت شدید را پشت سر گذاشته‌است. رصدخانه رزماری هیل (RHO) رصد ۳سی ۲۷۹ را در سال ۱۹۷۱ آغاز کرد، این شی بیشتر توسط رصدخانه پرتوی گامای کامپتون در سال ۱۹۹۱ مشاهده شد، زمانی که به‌طور غیرمنتظره‌ای کشف شد که یکی از درخشان‌ترین اجرام پرتو گاما در آسمان است.۳سی ۲۷۹ همچنین یکی از درخشان‌ترین و متغیرترین منابع در آسمان پرتو گاما است که توسط تلسکوپ فضایی پرتو گامای فرمی نظارت می‌شود. از آن به عنوان منبع مبدأ برای رصدهای تلسکوپ افق رویداد M87* استفاده شد که منجر به اولین تصویر از یک سیاه‌چاله شد.

## مشاهده‌ها
حرکت در خلال مشاهدات قبل از اولین بار در سال ۱۹۷۳ در یک جت مواد که از جدا می‌شود تشخیص داده شد، اگرچه باید درک شود که این افکت یک خطای نوری است که ناشی از برآورده‌ای ساده سرعت است، و هیچ حرکت واقعاً سریع‌تر از نور رخ نمی‌دهد.